# Bull (släkt)
Bull är namnet på två norska släkter som enligt familjetraditionen härstammar från England, men som med säkerhet kan påvisas ha kommit till Norge från Danmark, den ena, den nordanfjällska eller trønderska, omkring 1580, och den andre, den sunnanfjällska eller tønsbergska, omkring 1670. Någon inbördes släktskap kan inte påvisas. Bägge släkterna har haft en mängd representanter bland norska ämbetsmän, och den tønsbergska familjen har särskilt spelat en framträdande roll i Norges näringsliv, som skeppsredare, sjömän och valfångare, medan trøndersläkten har många kända namn inom läkekonst, musik och arkitektur.

## Kända medlemmar

### Från trøndersläkten
- Hans Bull (1739–1783), diktare
- Johan Randulf Bull (1749–1829), jurist
- Georg Jacob Bull (1785–1854), jurist
- Ole Bull (1810–1880), violinist och kompositör
- Knud Bull (1811–1889), konstnär
- Anders Sandøe Ørsted Bull (1817–1906), generalkrigskommissarie
- Georg Andreas Bull (1829–1917), arkitekt
- Nils Rosing Bull (1838–1915), statistiker och personhistoriker
- Ole Bornemann Bull (1842–1916), läkare
- Edvard Isak Hambro Bull (1845–1925), läkare
- Johan Lauritz Bull (1847–1918), officer
- Edvard Hagerup Bull (1855–1938), jurist och statsråd
- Schak August Steenberg Bull (1858–1956), arkitekt
- Karl Sigwald Johannes Bull (1860–1936), generalmajor
- Henrik Bull (1864–1953), arkitekt
- Anders Henrik Bull (1875–?), elektrotekniker
- Mette Bull (född Wang 1876–), skådespelerska
- Edvard Bull d.ä. (1881–1932), historiker
- Fredrik Rosing Bull (1882–1925), ingenjör
- Francis Bull (1887–1974), litteraturhistoriker
- Sverre Hagerup Bull (1892–1976), kompositör
- Georg Jacob Falck Bull (1892–1977), generalmajor
- Trygve Bull (1905–1999), politiker
- Edvard Bull d.y. (1914–1986), historiker
- Edvard Hagerup Bull (född 1922), kompositör
- Bernt Bull (född 1946), politiker
- Ida Bull (född 1948), professor

### Från tønsbergsläkten
- Anders Berg Bull (1813–1877), skeppsredare
- Henrik Johan Bull (1844–1930), valfångare
- Jacob Breda Bull (1853–1930), författare
- Peter Nicolay Bull (1869–1951), professor
- Olaf Bull (1882–1933), diktare
- Jan Bull (1927–1985), författare